# Jiří Procháska
Jiří Procháska (ur. 10 kwietnia 1749 w miejscowości Blížkovice koło Moravskich Budějovic, zm. 17 lipca 1820 w Wiedniu) – czeski lekarz anatom, okulista, fizjolog, pisarz i wykładowca uniwersytecki.

## Życiorys
Był autorem podręcznika fizjologii, stworzył teorię przewodzenia nerwowego i jest pamiętany jako jeden z twórców współczesnego rozumienia odruchów. Studiował medycynę w Pradze i w Wiedniu (dyplom z medycyny uzyskał w 1776 na Uniwersytecie Wiedeńskim). Od 1778 do 1791 roku był profesorem anatomii na Uniwersytecie w Pradze. W 1791 roku został następcą Josepha Bartha na katedrze w Wiedniu. Był uważany za jednego z lepszych chirurgów ocznych swoich czasów. Wykonał nie mniej niż 3 000 zabiegów leczących zaćmę.